# Lizard Lighthouse
Lizard Lighthouse is een vuurtorencomplex dat zich bevindt in de Engelse unitary authority Cornwall. De gebouwen werden opgetrokken in Lizard Point, het zuidelijkste punt op het Engelse vasteland. De twee torens, waarvan er een voorzien is van een licht, dienen als oriëntatiepunt voor de schepen die door Het Kanaal navigeren en vestigen de aandacht op de gevaarlijke kustlijn rond Lizard Point. De installatie wordt beheerd vanuit het Planning Centre van Trinity House in Harwich in Essex. Deze vennootschap beheert navigatiemiddelen voor Engeland, Wales, Gibraltar en de Kanaaleilanden.

## Kenmerken en uitrusting

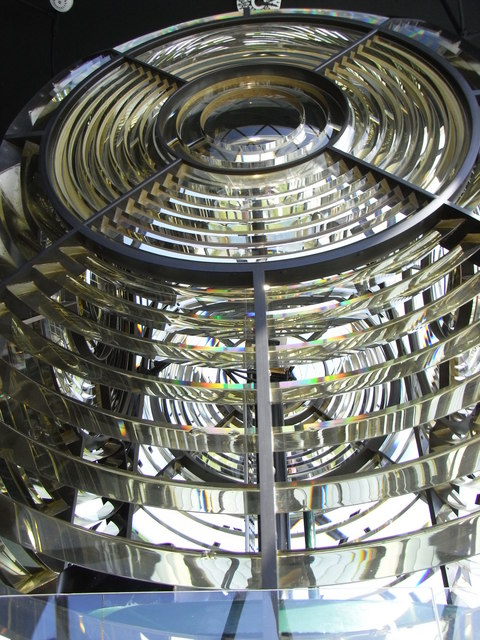
Het ronddraaiend lenzenstelsel werd vroeger aangedreven door een uurwerkmechanisme met een dalend gewicht. Nu zorgen twee elektromotoren voor de rotatie.

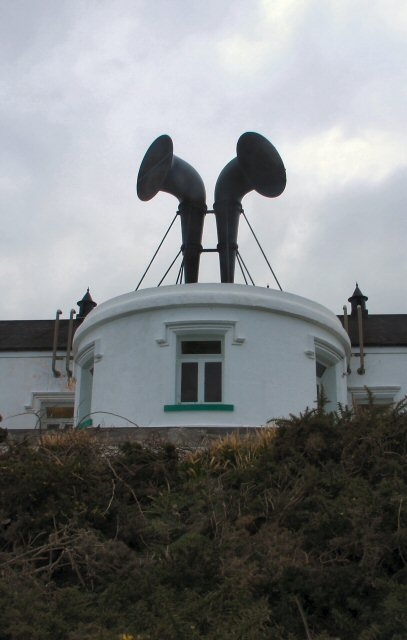
De functie van deze twee misthoorns werd overgenomen door een elektrisch mistsignaal dat op de torengalerij gemonteerd is. Bij bijzondere gelegenheden wordt de oude installatie echter opnieuw in werking gesteld.

Het gebouwencomplex bestaat uit twee witte achthoekige torens, waartussen een aantal gebouwen werden opgetrokken. Enkel de 19 meter hoge oostelijke toren bevat een lichthuis. In deze lantaarnkamer bevindt zich een elektrische lichtbron en een ronddraaiend catadioptrisch systeem van de eerste orde met vier lenspanelen en een brandpuntsafstand van 700 mm. Dit optisch systeem genereert om de 3 seconden een witte flits die zichtbaar is tot op een afstand van 26 zeemijl (ongeveer 48 km). Het licht bevindt zich 70 meter boven het zeeniveau. Een elektrische misthoorn op de torengalerij produceert om de 30 seconden een toon bij slechte zichtbaarheid.

## Geschiedenis

### De vuurtoren van Killigrew
Sir John Killigrew uit Cornwall bouwde op eigen kosten de eerste vuurtoren op Lizard Point om schepen te waarschuwen voor de gevaarlijke kust. Het bouwwerk was tegen eind december 1619 afgewerkt. Om het onderhoud te bekostigen rekende hij op een vrijwillige bijdrage van de schippers die voorbij Lizard Head voeren. De vergunning die hij hiervoor van Trinity House kreeg was dertig jaar geldig en bepaalde ook dat het licht in de vuurtoren diende gedoofd te worden wanneer werd vermoed dat vijandelijke schepen of piraten het gebruikten als oriëntatiemiddel.
Killigrew kreeg financiële problemen toen de voorbijvarende schippers geen vergoeding voor het onderhoud van het bouwwerk betaalden. Scheepseigenaars begonnen te protesteren toen James I een verplichte tol invoerde. Als reactie op dit protest werd de vergunning door Trinity House ingetrokken en de toren afgebroken.

### Het complex van Fonnereau
In 1748 begon Thomas Fonnereau met het oprichten van een nieuwe vuurtoren, hierbij gesteund door Trinity House. De twee lichten van het complex, dat bestond uit twee torens met daartussen de woning voor de vuurtorenwachter, werden voor het eerst aangestoken op 22 augustus 1751. De vuren werden met steenkool gestookt en aangewakkerd met blaasbalgen. Een toezichter die zich in het gebouw tussen de torens bevond, controleerde of de vuren de hele nacht bleven branden en blies, indien nodig, op een koehoorn om de stokers aan te moedigen.

### Overname door Trinity House
Het complex werd gemoderniseerd na de overname van de torens door Trinity House in 1771. In 1811 werden Argandse lampen geïnstalleerd op de twee torens waar vroeger de kolenvuren brandden. Deze olielampen waren uitgerust met een ringvormige pit en een langwerpig schoorsteenvormig lampenglas zodat er, in vergelijking met een klassieke olielamp, meer zuurstof bij de vlam kon komen die daardoor feller brandde. Het licht werd vervolgens verder gebundeld door reflectoren die achter de lampen aangebracht waren.
Trinity House bouwde ook drie nieuwe woningen in 1845 en richtte in 1874 een machinekamer in. In deze ruimte werd de aandrijfapparatuur voor een nieuwe misthoorn ondergebracht. Zes Siemens D2-dynamo's die door drie heteluchtmotoren werden aangedreven genereerden vanaf 1877 de elektriciteit voor de booglampen die de olielampen ondertussen hadden vervangen. Deze booglampen bestonden uit twee koolstaven met een diameter van 3,81 cm en verbruikten tijdens het branden 5 cm koolstof per uur. De dynamo's werden aangedreven door heteluchtmotoren die waren geleverd door de firma A. & F. Brown uit New York en een vermogen leverden van ongeveer 7360 watt. Bij mist kon een motor de in 1877 geïnstalleerde misthoorn aandrijven. Daarvoor werd hij van zijn dynamo losgekoppeld. De totale kostprijs voor de inrichting van de nieuwe machinekamer bedroeg £ 22 500. De vijf wachters die nodig waren om de hele installatie in bedrijf te houden werden in nieuw gebouwde woningen ondergebracht. De communicatie tussen de torens, de machinekamer en deze woningen gebeurde door middel van koperen spreekbuizen.
In 1885 werden de Siemens dynamo's vervangen door twee nieuwe De Meritens magneto's die elk 4,5 ton wogen en een vermogen van 4,4 kW konden opwekken.

### Buitendienststelling van de westelijke toren en verdere modernisering
In 1903 werd het lichthuis van de westelijke toren verwijderd omdat de oostelijke toren werd uitgerust met een ronddraaiende fresnellens van de eerste orde en een zeer sterke booglamp. De heteluchtmotoren die tot dan de generatoren hadden aangedreven, werden in 1908 gedemonteerd en vervangen door oliemotoren van het type Hornsby. In hetzelfde jaar werden ook de twee zwarte gietijzeren hoorns van het vernieuwde mistsignaal op het dak van de machinekamer geïnstalleerd. Dit signaal werd later vervangen door een elektrische sirene op de torengalerij, maar de oorspronkelijke installatie is nog steeds aanwezig en wordt soms nog gebruikt bij bijzondere gelegenheden zoals bijvoorbeeld nieuwjaar. De booglamp werd in 1936 opgevolgd door een elektrische gloeilamp.
In 1950 werden de magneto's buiten dienst gesteld toen de vuurtoren op netstroom werd overgeschakeld. In hetzelfde jaar werden ook de Hornsby oliemotoren vervangen door vier Gardner dieselmotoren, waarvan er drie werden voorbehouden om de misthoorn te bedienen en een als noodgenerator diende bij het uitvallen van de netspanning.
De vuurtorenwachters namen de dienst waar tot 1998, het jaar waarin de toren werd geautomatiseerd.

## Historisch bouwwerk en museum
De twee torens met bijhorende gebouwen werden op 9 oktober 1984 ingeschreven op de Statutory List of Buildings of Special Architectural or Historic Interest als een Grade II listed building, wat betekent dat het vuurtorencomplex als een belangrijk bouwwerk wordt beschouwd dat in zijn huidige toestand moet bewaard blijven.
Op 13 juli 2009 werd het Lizard House Heritage Centre geopend. In de machinekamer van het vuurtorencomplex werd een bezoekerscentrum ingericht waar het publiek de oude apparatuur kan bekijken en waar de rol van Trinity House en de geschiedenis van navigatiemiddelen wordt weergegeven.